# Antonio Megías Gaspar
Antonio Megías Gaspar (Murcia (Región de Murcia) 3 de julio de 1984) es un futbolista español que juega de delantero en el Club Deportivo Quintanar del Rey del Grupo XVIII de Tercera División.

## Trayectoria
Nacido en la ciudad de Murcia, siendo un adolescente fue reclutado por el Atlético de Madrid. Aunque destacó en los juveniles, no le dieron la oportunidad de llegar al filial y se quedó en Tercera División, en el Atlético de Madrid "C". 
Por eso, regresó a casa y probó fortuna en el filial del Murcia, también en Tercera. Y jamás lo tuvieron en cuenta para el primer equipo grana, entonces centrado en dar el salto a Primera. Y volvió a Madrid, para enrolarse con 21 años en un Alcalá para formar delantera con el canario Pier Luigi Cherubino. En Alcalá de Henares jugó muy poco (1 gol en 8 partidos) y el equipo bajó a Tercera.
El jugador continuaría durante varias campañas en Tercera, marcó 14 goles en el Arenas de Armilla. Otros 17 en el Roquetas, 10 tantos en el Motril y 9 goles en La Nucia. Más tarde, probaría fortuna en Eslovaquia.
En 2010 firma con La Roda CF, el jugador llega al conjunto manchego -que entonces estaba en Tercera- con la liga empezada, venía de una aventura que salió mal en la Primera eslovaca (1 gol en 8 partidos con el Kosice). Y marcó 18 goles en 27 participaciones que fueron decisivos para que La Roda subiera a Segunda B.
En la temporada 2011-12 anotó 10 goles en 36 partidos, también en La Roda y ya en Segunda B.
En la temporada 2012/13 se convertiría en el máximo goleador del equipo con 14 goles en 37 encuentros, solo superado por David Hernández (21) y Florian (19). Fue el decimotercer máximo anotador de toda la Segunda B. La Roda, que termina el campeonato en décima posición, le ofrece la renovación por dos temporadas más, pero él la rechazó, ya que deseaba jugar en un equipo que aspirara al ascenso.
En la temporada 2013-14, el jugador firma por el FC Cartagena de la Segunda División B de España, donde permanecerá durante un ejercicio para, en julio de 2014, convertirse en nuevo jugador del CD Toledo.
Durante las temporadas 2015-16 y 2016-17, regresaría a La Roda CF del Grupo XVIII de Tercera División.
En la temporada 2017-18, firma por la Unión Deportiva Socuéllamos del Grupo XVIII de Tercera División, donde permanecería durante 4 temporadas, logrando en su primera temporada 21 goles y en la siguiente 23 goles. 
En la temporada 2019-20, lograría el ascenso a la Segunda División de España y en la temporada siguiente lo mantendría en la categoría de plata contribuyendo con 9 goles.
En junio de 2021, firma por el Club Deportivo Quintanar del Rey del Grupo XVIII de Tercera División, con el que anotaría 16 goles en liga durante la temporada 2021-22.

## Clubes
| Club                                | País       | Año             |
| ----------------------------------- | ---------- | --------------- |
| Atlético de Madrid C                | España     | 2000-2003       |
| Real Murcia B                       | España     | 2003-2005       |
| RSD Alcalá                          | España     | 2005-2006       |
| Arenas de Armilla Cultura y Deporte | España     | 2006-2007       |
| CD Roquetas                         | España     | 2007-2008       |
| Motril Club de Fútbol               | España     | 2008-2009       |
| Puerto Real Club de Fútbol          | España     | 2008-2009       |
| Club de Fútbol La Nucía             | España     | 2009-2010       |
| MFK Košice                          | Eslovaquia | 2009-2010       |
| La Roda CF                          | España     | 2010-2013       |
| FC Cartagena                        | España     | 2013-2014       |
| CD Toledo                           | España     | 2014-2015       |
| La Roda CF                          | España     | 2015-2017       |
| Unión Deportiva Socuéllamos         | España     | 2017–2021       |
| Club Deportivo Quintanar del Rey    | España     | 2021–Actualidad |